# Mesotritia clara
Mesotritia clara är en kvalsterart som beskrevs av Jaroslav Stary 1992. Mesotritia clara ingår i släktet Mesotritia och familjen Oribotritiidae. Inga underarter finns listade i Catalogue of Life.